# Nintendo Wi-Fi Connection

Logo della Nintendo Wi-Fi Connection

Il Nintendo Wi-Fi Connection è stato un servizio on-line gratuito offerto da Nintendo per permettere di sfidare via Internet altri giocatori da tutto il mondo, usando un Nintendo DS o un Wii.
Il servizio è stato attivato in tutto il mondo nel mese di novembre 2005, e più precisamente:
- Stati Uniti d'America: il 14 novembre con il rilascio di Mario Kart DS e Tony Hawk's American Sk8land;
- Australia: il 17 novembre col rilascio di Mario Kart DS;
- Regno Unito: il 18 novembre col rilascio di Tony Hawk's American Sk8land;
- Europa: il 21 novembre con il rilascio di Mario Kart DS e Tony Hawk's American Sk8land;
- Giappone: il 23 novembre con il rilascio di Animal Crossing: Wild World.

Fino al 2005 Nintendo non seguì i suoi concorrenti sul fornire alle sue console dei servizi online, poiché non era in grado di fornirli gratuitamente, cosa che per loro era imprescindibile per la buona riuscita di un simile servizio. Al contrario, sembra che ciò si sia rivelato possibile per il Nintendo DS e il Wii, entrambi i quali supportano il gioco in rete.

## Modalità di connessione
Il DS è un dispositivo IEEE 802.11, e il giocatore poteva accedere al servizio attraverso qualunque rete wireless compatibile. Questo includeva gli hotspot pubblici compatibili così come i router wireless 802.11b o 802.11g (anche se questo è inesatto, nel manuale delle istruzioni della Nintendo Wi-Fi Connection è specificato che le impostazioni del router su banda "g" non sono compatibili). L'entrare nelle impostazioni della connessione wireless permette ai giocatori di configurare l'accesso a tre reti Wi-Fi diverse. Una connessione può essere rilevata automaticamente su alcuni router, specialmente quelli che sono compatibili con AOSS. Un utente può inoltre impostare la connessione manualmente. Il Nintendo DS supporta soltanto la criptazione WEP. Oltre alle tre connessioni, il DS può essere connesso a un Nintendo Wi-Fi USB Connector, che richiede un piccolo setup.
Il Nintendo USB connector è compatibile coi PC con Windows XP con accesso ad Internet a banda larga. Il costo, nei diversi mercati era $34.99 in Canada, $AU 49.95 in Australia, £30 nel Regno Unito, €30 in Europa e ¥3500 in Giappone. Nonostante Nintendo dichiarò che l'adattatore non sarà stato disponibile per i venditori americani fino all'uscita di Metroid Prime: Hunters all'inizio del 2006, Nintendo ha iniziato a venderli in America il 2 gennaio ad un prezzo consigliato di $39.99 USD. In Canada, poteva già essere trovato da molti rivenditori. Nel Regno Unito poteva essere trovato su eBay ma solitamente ad un prezzo più alto di quello che sarebbe dovuto costare. È anche venduto sul sito di Gameplay a £26.99.
Connettersi alla Nintendo Wi-Fi Connection, o giocare a qualsiasi gioco Nintendo prodotto da Nintendo stessa era gratuito. Gli sviluppatori di terze parti erano liberi di decidere se far pagare per giocare ai loro giochi attraverso il servizio Nintendo. Nintendo lavorò con i distributori di hotspot per permettere un accesso gratuito ad Internet per il Nintendo DS.
Nintendo annunciò, in una conferenza stampa ufficiale il 18 ottobre 2005, che stava lavorando con l'azienda Wayport per offrire hotspot wireless gratuiti nei ristoranti McDonald's. Wayport forniva 6000 hotspot Wi-Fi (che non erano gratuiti per i non possessori di DS). Connettersi a questi hotspot non richiede configurazioni particolari sul DS, dato che si bypassa il login standard di Wayport. Nintendo confermò che il Nintendo Wii avrebbe usato la Nintendo Wi-Fi Connection in questa conferenza stampa.
Una partnership simile con Wayport per creare hotspot gratuiti in Canada è stata annunciata da Nintendo of Canada il 19 ottobre 2005.
25000 hotspot furono creati in Europa, a quanto disse Jim Merrick, Direttore del Marketing per Nintendo of Europe. Questi includevano 7500 hotspot solo nel Regno Unito, grazie ad una partnership con The Cloud e BT Openzone.

## Giocare con gli altri
I giochi progettati per utilizzare la Nintendo Wi-Fi Connection offrivano un gioco su internet perfettamente integrato nel gioco. Dopo aver selezionato Nintendo Wi-Fi Connection nel menu di gioco, era possibile connettere il dispositivo col servizio. Nintendo si è concentrata sul rendere facile e veloce iniziare a giocare su internet. Per esempio, in Mario Kart DS, i giocatori potevano scegliere l'opzione multiplayer online, per poi scegliere di giocare con giocatori della sua abilità, giocare con amici, giocare con gente nella sua zona, o giocare con persone sparse in tutto il mondo. Poi il gioco iniziava subito a cercare giocatori disponibili e, una volta trovati, il giocatore poteva scegliere un nome che poteva essere sempre lo stesso oppure cambiare ad ogni partita giocata online.

## Sito ufficiale della Nintendo Wi-Fi Connection
Nintendo ha creato il sito ufficiale per la Nintendo Wi-Fi Connection pensandolo come un portale per giocatori desiderosi di accedere al servizio, bisognosi di assistenza e molto altro. Il sito internet ha statistiche in tempo reale e dati dai server dei servizi e registra i punteggi migliori, e lo stato del servizio. Il sito internet ha visto la luce lunedì 7 novembre 2005; una settimana prima del lancio chiave di Mario Kart DS in Nord America.

### Patch di terze parti al sito Nintendo Wi-Fi Connection
Nella stessa settimana in cui è stato reso disponibile il primo gioco che sfruttava il servizio Wi-Fi di Nintendo, molti siti hanno fatto a gara per offrire una patch per la non funzionalità del sito di Nintendo per incontrare nuovi amici. Sono circolate voci secondo cui DS vorrebbe creare una completa alternativa a nintendowifi.com, incorporandone statistiche, scalette, campionati, ed eventualmente modifiche nel gameplay.

## Giochi Wi-Fi
I giochi che hanno supportato la Nintendo Wi-Fi Connection includono:
- Animal Crossing: Wild World
- Animal Crossing: Let's Go to the City
- Tony Hawk's American Sk8land
- Metroid Prime: Hunters
- Tetris DS
- Bleach DS: Souten ni Kakeru Unmei (Giappone)
- Guitar Hero World Tour
- Lost Magic
- Pokémon Battle Revolution
- Mario Sports Mix
- Pokémon Diamante e Perla
- Pokémon Mystery Dungeon: Esploratori del tempo ed Esploratori dell'oscurità
- Pokémon Mystery Dungeon: Esploratori del cielo
- Pokémon Platino
- Pokémon Oro HeartGold e Argento SoulSilver
- Pokémon Nero e Bianco
- Pokémon Nero e Bianco 2
- Ultimate Brain Games
- Ultimate Card Games
- Contact
- 42 Classici Senza Tempo
- Mario Strikers Charged Football
- Mario & Sonic ai Giochi Olimpici
- Mario Kart DS
- Mario Kart Wii
- Metroid Prime: Hunters
- Super Smash Bros. Brawl
- Dragon Ball Z: Budokai Tenkaichi 3
- Pro Evolution Soccer 2008
- Pro Evolution Soccer 2009
- Grand Theft Auto: Chinatown Wars
- Disney Friends
- Spectrobes
- Spectrobes: Oltre i portali
- Endless Ocean
- Custom Robo Arena
- Endless Ocean 2
- Call of Duty: World at War
- Call of duty: Modern Warfare Reflex edition
- Pogo Island
- Just Dance
- Just Dance 2
- Diddy Kong Racing DS

## Cessazione e Wiimmfi
Nintendo ha interrotto il servizio Nintendo Wi-Fi Connection per le console Nintendo DS, DSi e Wii il 20 maggio 2014.
Dopo la chiusura, sono stati sviluppati servizi di terze parti, come Wiimmfi, per ripristinare la funzionalità online dei giochi precedentemente supportati.
Wiimmfi è un server privato gratuito creato da Wiimm e Leseratte che emula la Nintendo Wi-Fi Connection. Rilasciato il 10 maggio 2014, poco prima della chiusura ufficiale del servizio, è attualmente operativo.
Originariamente progettato come sostituto per Mario Kart Wii, il server supporta il titolo più giocato del servizio originale e numerosi altri giochi.